# Sân bay quốc tế Angel Albino Corzo
Sân bay quốc tế Angel Albino Corzo là một sân bay quốc tế mới ở thành phố [Chiapa de Corzo], Chiapas, México. Sân bay này kết nối nội địa và quốc tế cho thành phố Tuxtla Gutiérrez. Sân bay này được tổng thống Vicente Fox và thủ hiến bang Pablo Salazar Mendiguchia khánh thành ngày 15 tháng 5 năm 2006, thay thế Sân bay quốc gia Francisco Sarabia. Đơn vị vận hành là "Sociedad Operadora del Aeropuerto Internacional Ángel Albino Corzo, S.A. de C.V.", một công ty quốc doanh thuộc chính quyền liên bang.
Sân bay này có một đường băng bê tông, một đường lăn song song, có thể phục vụ các máy bay cỡ vừa như Boeing 767 và Airbus A330.

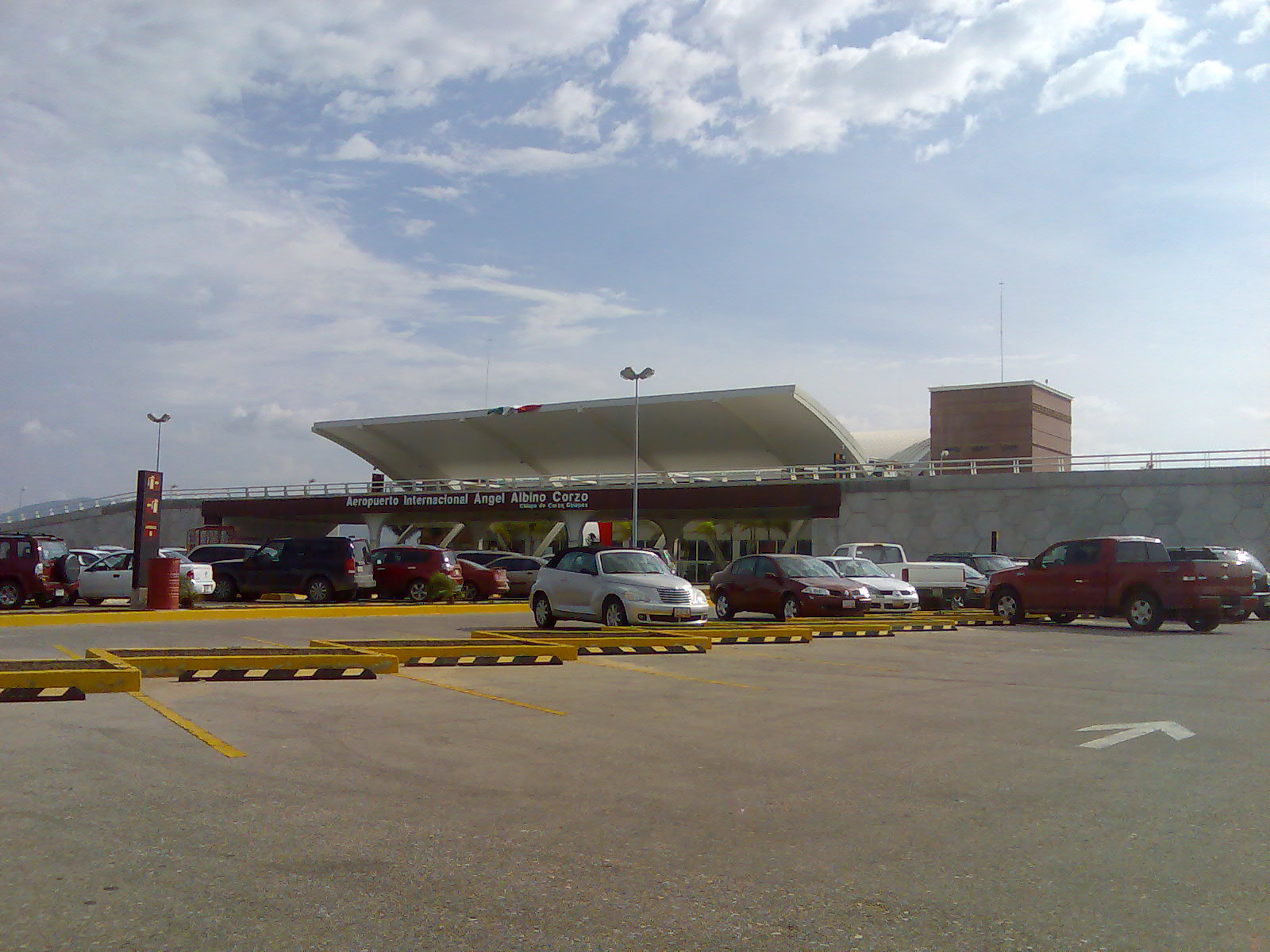
Sửa đổi Sân bay quốc tế Angel Albino Corzo

## Các hãng hàng không và các tuyến điểm

### Sảnh nội địa
- Aerotucan (Huatulco, Palenque, Tapachula)
- Interjet (Thành phố Mexico)
- Mexicana (Thành phố Mexico)
  - MexicanaClick (Thành phố Mexico)

### Sảnh quốc tế
- Continental Airlines
  - Continental Express (Houston-Intercontinental)